# ISO 3166-2:SE
ISO 3166-2:SE è uno standard ISO che definisce i codici geografici della Svezia ed è un sottogruppo del codice ISO 3166-2.
Tali codici sono stati assegnati alle 21 contee (län) e sono formati dalla sigla SE-, seguita da una lettera, eccetto le contee di Stoccolma, Västerbotten e Norrbotten in cui è seguita da due lettere.
Il criterio di assegnazione dei codici segue un ordine in senso orario utilizzando come punto di partenza la contea di Stoccolma e arrivando fino alle zone settentrionali.

## Lista dei codici
| Codice | Contea          |
| ------ | --------------- |
| SE-AB  | Stoccolma       |
| SE-AC  | Västerbotten    |
| SE-BD  | Norrbotten      |
| SE-C   | Uppsala         |
| SE-D   | Södermanland    |
| SE-E   | Östergötland    |
| SE-F   | Jönköping       |
| SE-G   | Kronoberg       |
| SE-H   | Kalmar          |
| SE-I   | Gotland         |
| SE-K   | Blekinge        |
| SE-M   | Scania          |
| SE-N   | Halland         |
| SE-O   | Västra Götaland |
| SE-S   | Värmland        |
| SE-T   | Örebro          |
| SE-U   | Västmanland     |
| SE-W   | Dalarna         |
| SE-X   | Gävleborg       |
| SE-Y   | Västernorrland  |
| SE-Z   | Jämtland        |